# Kerygma und Dogma
Kerygma und Dogma. Zeitschrift für theologische Forschung und kirchliche Lehre (kurz KuD) ist eine 1955 unter Mitwirkung von Wilfried Joest begründete, traditionsreiche Fachzeitschrift auf dem Gebiet der lutherischen Theologie. Der internationale Herausgeberkreis sieht sich dem Zusammenhang von wissenschaftlicher Theologie, kirchlichem Handeln und ökumenischer Verständigung verpflichtet. Die Redaktion der Zeitschrift liegt gegenwärtig bei Andreas Schüle.
Jährlich erscheinen im Verlag Vandenhoeck & Ruprecht vier Hefte.

## Profil
Kerygma bezeichnet die Verkündigung, die einem Taufbewerber zuteilwird, bevor er in die Kirche hinein getauft wird, Dogma ist ein Lehrsatz, der unter Berufung auf göttliche Offenbarung, die Autorität der kirchlichen Gemeinschaft oder des kirchlichen Lehramts oder auf besondere Erkenntnisse als wahr und relevant gilt.
In der Zeitschrift haben viele Forschungsergebnisse zu fundamentaltheologischen Fragestellungen zu Theodizee, Prädestination und Eschatologie sowie zu materiell theologischen Themen wie Reden mit Gott, Selbstbewusstsein Jesu, Gegenwart Christi, Kirche Christi und Grenzen der Kirche, Taufe, Abendmahl und Amt Eingang gefunden, darunter beispielsweise der erste öffentliche Bericht des Jaeger-Stählin-Kreises.
Die erste Ausgabe wurde mit dem überarbeiteten und erweiterten Beitrag „Weisheit und Torheit“ von Edmund Schlink (einem der Lehrer von Joest), den er als Antrittsrede zu seinem Rektorat gehalten hatte, eröffnet. Viel beachtet wurde Joests Aufsatz aus dem gleichen Heft zur lutherischen Formel „simul iustus et peccator“.
Schlinks Ausarbeitungen für KuD waren zum Teil Vorarbeiten für Artikel im RGG.
Bis 1967 entwickelte sich die Zeitschrift zu einem führenden theologischen Organ des Weltluthertums, das in vielen Ländern der Welt verbreitet ist.
2005 gab KuD einen Überblick über den Streitstand zum fundamentalismusresistenten Umgang mit der Heiligen Schrift.

## Herausgeber
Wilfried Joest war seit Gründung einer der Herausgeber und prägte das Profil der Zeitschrift. Bis 1976 war er zudem Schriftleiter.
- 1955: Wilfried Joest (Schriftleitung), G. Gloege (Jena); R. Prenter (Aarhus); Edmund Schlink (engerer Redaktionsausschuss)[14]
- 1960: Wilfried Joest (Schriftleitung), Georg Merz (1892–1959)[15]
- 1967: Wilfried Joest (Schriftleitung), Gerhard Gloege, Franz Lau, Regin Prenter, Edmund Schlink[16]
- 1987: Wilfried Joest[17]
- 1990: Wilfried Joest, Reinhard Slenczka, Theodor Jørgensen[18]
- 1993: Wilfried Joest, Reinhard Slenczka, Ulrich Kühn, Wolfhart Pannenberg, Lothar Perlitt[19]
- 2011: Christine Axt-Piscalar, Michael Herbst, Theodor Jørgensen, Martin Karrer, Rüdiger Lux, Martin Ohst, Gunther Wenz (Redaktionsleitung)[20]
- 2016: Christine Axt-Piscalar, Alexander Deeg, Michael P. DeJonge, Uta Heil, Markus Mühling, Martin Karrer, Kirsten Busch Nielsen, Martin Ohst, Andreas Schüle, Michael Tilly, Christiane Tietz, Olli-Pekka Vainio
- Seit 2023: Andreas Schüle (Schriftleitung), Christine Axt-Piscalar, Alexander Deeg, Michael P. DeJonge, Uta Heil, Markus Mühling, Martin Karrer, Kirsten Busch Nielsen, Martin Ohst, Michael Tilly, Christiane Tietz, Olli-Pekka Vainio